# 鶴岡聰
鶴岡聰（日语：／ Tsuruoka Satoshi，1978年8月19日—），出身於神奈川縣的日本男性配音員，目前隸屬於REMAX。

## 人物、來歷
- 在2009年3月之前隸屬於Toritori office，同年5月加入REMAX。
- 通常是豪快男或者壯漢的角色比較多，但也有特別的角色參與。

## 演出作品

### 電視動畫
1996年
- 浪客剑心（流氓、男、警官、重臣、其他）

1997年
- 電光快車俠（E4）

2003年
- 網球王子（樺地崇弘、木更津淳）

2006年
- 數碼寶貝拯救隊（究極V龍獸）

2007年
- Yes! 光之美少女5（氣球的工作人員、演出家、店主）
- 瀨戶的花嫁（瀨戶內組成員、蘋果糖屋）

2008年
- Yes！光之美少女5GoGo！（男）
- 夏目友人帳（谷尾崎、猿猴）

2010年
- Angel Beats!（強盗）
- 咎狗之血（王牌）
- 妖怪少爺（鞭）

2011年
- 魔劍姬！（碓健悟）
- Fate/Zero（Caster<吉爾>）

2012年
- 新網球王子（樺地崇弘）
- PSYCHO-PASS（金原祐治）

2013年
- 八犬傳－東方八犬異聞－（猿神）

2014年
- HAMATORA ─超能偵探社─（旁觀者）
- WIZARD BARRISTERS～弁魔士賽希爾（首領）
- 魔劍姬！通（碓健悟）
- 風雲維新大將軍（虎丸）
- 刀劍神域Ⅱ（戴因）
- 斬！赤紅之瞳（贊克）
- 大圖書館的牧羊人（儀左右衛門）

2015年
- 銀魂°（邪武）
- 灰色的迷宮（希斯·奧斯陸）
- 灰色的樂園（希斯·奧斯陸）

2016年
- Schwarzesmarken（約翰·史丹利）
- JoJo的奇妙冒險 不滅鑽石（小林玉美）
- 高校艦隊（五十六）
- 至高指令（星宮源內）
- Rewrite（天神）
- 路人超能100（邑機）
- 學園帥哥（志賀慎吾）
- 文豪Stray Dogs 第2期（鵜飼）

2017年
- Rewrite 2nd Season -Moon篇 Terra篇-（天王寺數夫、大西）
- Fate/Apocrypha（紅之Berserker、吉爾·德·雷）
- 地獄少女 宵伽（歷史教師）

2018年
- 伊藤潤二驚選集（男、男1、戴帽子的老人）
- 百鍊霸王與聖約女武神（約爾根、男性客）

2019年
- 魔法少女特殊戰明日香（金康守）
- Star☆Twinkle 光之美少女（蓋魯歐格）
- 路人超能100 II（邑機）
- RobiHachi（誇大）
- 鬼滅之刃
- 文豪Stray Dogs 第3期（湯姆·布坎南）
- COP CRAFT（亞歷山大·戈杜諾夫）
- 七大罪 眾神的逆麟（塔米葉）
- BEASTARS（索尼）

2020年
- 神之塔 -Tower of God-（螢光塑膠袋）
- 熊熊勇闖異世界（根茲）

2021年
- 七大罪 憤怒的審判（塔米葉）
- BEASTARS（第2期）（老闆、鬣狗、索尼）
- 瓦尼塔斯的手札（面具男〈鳥〉）
- 無職轉生～到了異世界就拿出真本事～（札諾巴·西隆）

2023年
- 被解僱的暗黑士兵（30多歲）開始了慢生活的第二人生（貝塞利亞[2]）
- 熊熊勇闖異世界 PUNCH！（根茲[3]）
- 無職轉生II～到了異世界就拿出真本事～（札諾巴·西隆[4]）

2025年
- NYAIGHT OF THE LIVING CAT 活屍貓之夜（ミツル[5]）

### OVA
2015年
- 學園帥哥 The Animation（志賀慎吾）[6]

2017年
- 高校艦隊（社員）

2021年
- Fate/Grand Carnival（吉爾）

### 劇場版動畫
1997年
- 神劍闖江湖 維新志士的鎮魂歌

2005年
- 劇場版 網球王子 跡部的禮物～獻給你的網王祭～（木更津淳、樺地崇弘）

2006年
- 數碼寶貝拯救隊 THE MOVIE 究極力量！爆裂模式發動！！（野人獸）

2011年
- 網球王子 劇場版 決戰英國網球城！（樺地崇弘）
- 佛陀：首部曲

2012年
- 阿修羅

2017年
- 刀劍神域劇場版：序列爭戰（戴因）

2019年
- PSYCHO-PASS心靈判官 Sinners of the System Case.3 恩仇的彼方（尚-馬賽·貝爾蒙多）

2020年
- 劇場版 高校艦隊（五十六）
- 劇場版 Fate/Grand Order -神聖圓桌領域卡美洛- 前篇 Wandering; Agateram（阿拉什）

2021年
- 宇宙之法-伊羅興篇-（エボル）

2022年
- THE FIRST SLAM DUNK（野邊將廣）

2023年
- 沙漠大冒險（亞雷將軍[7]）

### 網路動畫
2024年
- 沙漠大冒險（亞雷將軍[8]）
- Fate/Grand Order 搞不懂的藤丸立香 第2期（吉尔·德·雷）

### 特攝
- 獸電戰隊強龍者（怒之戰騎多柯多）

### 遊戲
- Fate/Grand Order（吉爾、阿拉什、巴達克斯、卡里古拉）
- Fate/EXTELLA LINK（吉爾）
- 拳皇全明星（无界）
- 人中之龍online（安村光雄）
- 人中之龍7 光與闇的去向（安村光雄）

2024年
- 女神異聞錄：夜幕魅影（木內雄之）

2025年
- 空之軌跡 the 1st（奈爾·班茲）

### 吹替
電視/電影
| 作品年份 | 作品名稱             | 配演角色           | 演員            | 媒介                |
| -------- | -------------------- | ------------------ | --------------- | ------------------- |
| 2010     | 諜網謎蹤             | Ricki Tarr         | 湯·赫迪         | 影碟版本            |
| 2012     | 爭女特務王           | Tuck Henson        | 湯·赫迪         | 影碟版本            |
| 2009     | 伊甸湖               | Steve              | 米高·法斯賓達   | 影碟版本            |
| 2011     | 變種特攻：異能第一戰 | Havok/Alex Summers | 盧卡斯·提爾     | 公映/影碟版本       |
| 2011     | 風雨同路兩支公       | Kyle Hirons        | 塞斯·羅根       | 影碟版本            |
| 2012     | 亡命快遞             | Manny              | 胡爾·帕克斯     | 影碟版本            |
| 2013     | 連鎖蝶變             | Lenny Kagan        | 埃爾·登漢森     | 影碟版本            |
| 2013     | 白宮末日             | John Cale          | 卓寧·泰坦       | 影碟版本            |
| 2014     | 變種特攻：未來同盟戰 | Havok/Alex Summers | 盧卡斯·提爾     | 公映/影碟版本       |
| 2014     | 夜班醫生             | JR Lemon           | Kenny Fournette | WOWOW頻道/DVD版本   |
| 2015     | 弊傢伙！出差玩大咗   | Jim Spinch         | 占士·馬史頓     | 自選視像版          |
| 2015     | 毒梟（S1-S3）        | Javier Peña        | 佩德羅·帕斯卡   | Netflix平台/DVD版本 |
| 2015     | 復仇勇者             | 安德魯·亨利        | 當勞·格利遜     | 影碟版本            |
| 2016     | 變種特攻：天啟滅世戰 | Havok/Alex Summers | 盧卡斯·提爾     | 公映/影碟版本       |

### 外語配音（動畫）
- 超機械生命體 變形金剛領袖之證（天王星）

## 註解
1. 1 2  .   [2011-12-11]. （原始内容存档于2012-01-10）.
2. ↑  . Comic Natalie. 2022-11-18  [2022-11-18]. （原始内容存档于2022-11-18） （日语）.
3. ↑  . Comic Natalie. 2023-02-01  [2023-02-01]. （原始内容存档于2023-02-14） （日语）.
4. ↑  . MANTANWEB. 2023-08-02  [2023-08-02]. （原始内容存档于2023-08-03） （日语）.
5. ↑  . Comic Natalie. 2025-06-06  [2025-06-06] （日语）.
6. ↑  . 「學園帥哥 The Animation」官方網站.   [2015-10-10]. （原始内容存档于2015-10-15） （日语）.
7. ↑  . Comic Natalie. 2023-04-03  [2023-04-03]. （原始内容存档于2023-04-09） （日语）.
8. ↑  . Comic Natalie. 2023-11-14  [2023-11-14]. （原始内容存档于2023-12-26） （日语）.

## 外部連結
- （日語） 鶴岡　聡（页面存档备份，存于），事務所的介紹頁。
- （日語） 午後三時の独壇場（页面存档备份，存于），網誌。